# Bežtové
Bežtové nebo z gruzínštiny Kapučelové, též avarsky Chvanalové je jeden z původních kavkazských národů obyvájících území Dagestánu. Bežtové se řadí mezi didoetské národy, spojené s historickým územím Didoetie. Jejich rodnou řečí je bežtština, která se dědí ústní formou. Kapučové jsou v 21. století kvůli dlouhodobému napojení na hospodářsky rozvinutější Avary vnímani jako jejich subetnikum.

## Charakteristika
Bežtové (Kapučelové) patří k didoetským národům. Jejich domovinou je současný okres Cunta resp. jejich administrativně oddělená oblast Bežta, východně od Bogoského hřebenu. Společně s Hunziby obývají chvankalské údolí (Хьван кӏкӏал), kterým protéká řeka Chvanor. Podle tohoto názvu jim Avarové říkají Chvanalové (Chvanal). Gruzíni jim říkají Kapučelové. Ve středověku a novověku byli hospodářsky orientovaní na Gruzíny. Prodávali vlnu, kůže, maso, sýr. Nakupovali chléb, ovoce, řemeslné výrobky. Gruzíny ve 20. století postupně nahradili Avarové do té míry, že kontakt mezi Gruzíny, Bežty a dalšími didoetskými národy je v 21. století prakticky nulový. Avaro-Kachetská silnice, která vedla z Bežty do obce Achalsopeli (Dzveli Gavazi) je neprůjezdná od poloviny devadesátých let dvacátého století. Vztahy s Gruzíny nebyly ideální podobně jako nejsou ideální s Avary. U Bežtů je pozorována postupná avarizace. Bežtové vyčítají Avarům omezování v jejich snaze vydávat noviny, literaturu v bežtském jazyce.
Celkový počet Bežtů nepřesahuje číslo 10 000. V oblasti Bežta žije zhruba 7 000 Bežtů. Zbytek Bežtů žije na kutanách v nížinách, nebo ve větších městech Dagestánu, kde splývají s ostatními dagestánskými národy. Počet Bežtů v Gruzii je v řádu stovek lidí.
Jazyk Bežtů bežtština patří mezi severovýchodokavkazské jazyky a dále spadá mezi východní didojské jazyky. Některé zdroje berou již bežtština jako dialekt avarštiny. S ostatními didoetskými národy se dorozumívají v avarštině i ruštině. 
Oficiálním náboženstvím Bežtů je sunnitský islám. Není věrohodně doloženo kdy bežtské kmeny konvertovaly k islámu. Postup šíření islámu byl pozvolný. U Bežtů přetrvávají doposud silné pohanské zvyky. Oběti bohu dešti, bohu úrody, kult řeky, slunce, měsíce, kult bílého kamene a další.
Život Bežtů je typický pro všechny horské kavkazské kmeny (tzv. tukchumy), které se dále dělí na klany (tzv. tejpy). Jejich hlavní pracovní náplní je chov hospodářských zvířat. Bežtové žijící na kutánách v nížinách Dagestánu se živí převážně jako stavební dělníci. Ženy se starají o děti a pracují v domácnosti. Bežtové na rozdíl od Cezů mají snazší přístup do nížin Dagestánu a najdou se mezi nimi i lidé s vysokoškolským vzděláním. Jejich elitu však tvoří hlavně imámové.
Bež znaméná v bežtštině ohradu pro hospodářská zvířata. Gruzínské slovo kapuči (კაპუჭი) značí speciální kabát z ovčí vlny, z toho Kapučelové (კაპუჭელები [Kapučelebi]) v překladu lidé v kabátu z ovčí vlny. Tímto výrazem Bežty označil ve svém cestopise Agtzera sameposa sakartvelosa (ვახუშტი ბაგრატიონის ატლასები) z 18. století gruzínský dobrodruh a historik Vachšuti. Termín chvan je z avarštiny (ancuchský dialekt) a znamená koně, chvanal (Хьванал) značí honáky (koňské lidi).

## Osobnosti
- Chusejn Chajbulajev – několikanásobný mistr světa a Evropy v zápasu sambo
- Magomed Kurbanalijev – mistr světa a Evropy v zápasu ve volném stylu